# BMW S14 エンジン
BMW S14エンジンは、BMW M10ブロックをベースにBMW S38シリンダヘッドを短くしDOHC化したものである。同ユニットの後継はM42ベースのS42である。(尚、2世代後のE46型M3はM54ベースのS54であるため)直接的な後継ユニットは存在しない。
スロットルボディはセパレートタイプで、どちらにも2枚のバタフライプレートが組み込まれている。

## S14B20
ポルトガル、イタリア仕様として、ストロークを72.6mmにストロークダウンし、排気量を1990ccに下げている
搭載車種
- 1987-1990 E30 320iS (イタリア/ポルトガル仕様)

## S14B23
E30型M3の初期モデルに搭載されたS14B23ユニットは200PSを発揮した。後の触媒付きモデルは195PS、230Nmであった。1989年4月に発売されたラヴァリア、チェコットリミテッドモデルのM3は215PS仕様の本ユニットを搭載して発売された。
搭載車種
- 1986-1991 E30 M3

## S14B23 EVO2
S14B23エンジンの改良型。この改良により220PS(触媒付きでは215PS)を発揮した。
搭載車種
- 1988-1990 E30 M3

## S14B25 EVO3
1989年にS14B25 EVO2の改良モデルとして搭載された。排気量は従来の2302ccから2467ccにスープアップし、238PSを発揮した。
搭載車種
- 1989-1990 E30 M3